# Adrien Petit
Adrien Petit (ur. 26 września 1990 w Arras) – francuski kolarz szosowy.

## Osiągnięcia
Opracowano na podstawie:

2008
- 3. miejsce w Chrono des Nations juniorów

2010
- 1. miejsce na 2. etapie Tour de Normandie
- 2. miejsce w Grand Prix de la ville de Pérenchies
- 3. miejsce w mistrzostwach Francji U23 (start wspólny)

2011
- 2. miejsce w mistrzostwach świata U23 (start wspólny)
- 3. miejsce w Memorial Frank Vandenbroucke

2012
- 3. miejsce w Le Samyn
- 3. miejsce w mistrzostwach Francji (start wspólny)
- 2. miejsce w Binche-Tournai-Binche

2013
- 1. miejsce na 4. etapie La Tropicale Amissa Bongo
- 3. miejsce w Le Samyn

2014
- 1. miejsce w Tro Bro Leon
- 3. miejsce w La Roue Tourangelle

2015
- 1. miejsce w prologu Tour de Luxembourg

2016
- 1. miejsce w La Tropicale Amissa Bongo
  - 1. miejsce na 3., 5. i 6. etapie

2017
- 1. miejsce na 6. etapie Quatre Jours de Dunkerque
- 1. miejsce w Grand Prix de la Somme

2018
- 1. miejsce w Paryż-Troyes

2022
- 3. miejsce w Grand Prix de Denain

## Rankingi
| Rok             | 2009 | 2010 | 2011 | 2012 | 2013 | 2014 | 2015 | 2016 | 2017 | 2018 | 2019 | 2020  | 2021  | 2022 | 2023  | 2024  |
| --------------- | ---- | ---- | ---- | ---- | ---- | ---- | ---- | ---- | ---- | ---- | ---- | ----- | ----- | ---- | ----- | ----- |
| World Ranking   |      |      |      |      |      |      |      | 154. | 201. | 416. | 189. | 1498. | 2068. | 220. | 2801. | 2321. |
| UCI Europe Tour | 896. | 311. | 54.  | 35.  | 60.  | 55.  | 362. | 262. | 227. | 313. | 155. | 1119. | 1403. | 180. | -     | -     |
| UCI Africa Tour | -    | -    | -    | -    | 54.  | -    | -    | 12.  | -    | 87.  |      |       |       |      |       |       |
|                 |      |      |      |      |      |      |      |      |      |      |      |       |       |      |       |       |
| Źródło: UCI     |      |      |      |      |      |      |      |      |      |      |      |       |       |      |       |       |